# Fernando Rey
Fernando Rey, pseudonimo di Fernando Casado Arambillet (La Coruña, 20 settembre 1917 – Madrid, 9 marzo 1994), è stato un attore spagnolo.

## Biografia
Interprete conosciuto per la sua grande professionalità, ebbe i suoi inizi nel mondo del cinema come doppiatore: diede voce in lingua spagnola ad attori come Tyrone Power e Laurence Olivier. La sua prima vera occasione di farsi notare come attore fu grazie al regista Rafael Gil, che lo diresse nel film Alba di sangue (1948). Raggiunse il successo grazie all'incontro con Luis Buñuel, con il quale girò quattro film: Viridiana (1961), Tristana (1970), Il fascino discreto della borghesia (1972) e Quell'oscuro oggetto del desiderio (1977).

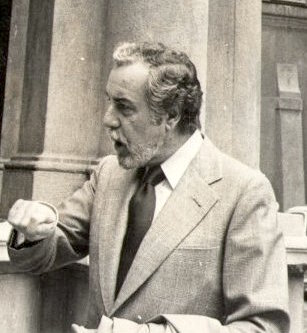
Fernando Rey nel 1974

Il regista spagnolo gli assegnò ruoli di uomo elegante e corrotto, intuendone la capacità di incarnare in modo magistrale i vizi della borghesia. All'apice della sua carriera, lavorò con altri registi famosi, quali Orson Welles in Falstaff (1965), William Friedkin ne Il braccio violento della legge (1971), Lucio Fulci in Zanna Bianca (1973), Robert Altman in Quintet (1979) e Stephen Frears in Vendetta (1984). Con il film Elisa, vita mia (1977) vinse al Festival di Cannes il premio come miglior attore. Rey interpretò molti film anche in Italia, con registi del calibro di Franco Zeffirelli, Francesco Rosi, Lina Wertmüller, Sergio Corbucci e Mauro Bolognini.
Tra gli anni ottanta e gli anni novanta, fu premiato al Festival cinematografico di San Sebastián e ricevette la medaglia d'oro delle Arti Spagnole e dell'Accademia delle Scienze Cinematografiche. Fu anche presidente di questa Accademia dal 1992 fino alla morte, sopraggiunta per cancro mentre si trovava ricoverato in un ospedale di Madrid, nel 1994.

## Vita privata
Sposato dal 1960 con l'attrice argentina Mabel Karr, le nozze furono celebrate a Città del Messico.

## Filmografia parziale

### Cinema
- Don Chisciotte della Mancia (Don Quijote de la Mancha), regia di Rafael Gil (1947)
- Giovanna la pazza (Locura de amor), regia di Juan De Orduña (1948)
- Alba di sangue (Mare nostrum), regia di Rafael Gil (1948)
- La pantera di Castiglia (Agustina de Aragón), regia di Juan De Orduña (1950)
- Il segreto di Fatima (La Señora de Fátima), regia di Rafael Gil (1951)
- Il richiamo delle campane (Cielo negro), regia di Manuel Mur Oti (1951)
- Marcellino pane e vino (Marcelino Pan y Vino), regia di Ladislao Vajda (1955), come narratore (1955)
- Il grande seduttore (Don Juan), regia di John Berry (1956)
- Ho giurato di ucciderti (La Venganza), regia di Juan Antonio Bardem (1957)
- Gli ultimi giorni di Pompei, regia di Mario Bonnard (1959)
- Viridiana, regia di Luis Buñuel (1961)
- I fuorilegge della valle solitaria (Tierra brutal), regia di Michael Carreras (1961)
- Goliath contro i giganti, regia di Guido Malatesta (1961)
- Un buon prezzo per morire (The Running Man), regia di Carol Reed (1963)
- Cerimonia infernale (The Ceremony), regia di Laurence Harvey (1963)
- Scappamento aperto (Échappement libre), regia di Jean Becker (1964)
- I grandi condottieri, regia di Marcello Baldi e Francisco Pérez-Dolz (1965)
- Due mafiosi contro Goldginger, regia di Giorgio Simonelli (1965)
- Falstaff (Campanadas a medianoche), regia di Orson Welles (1965)
- Mezzo dollaro d'argento (Son of a Gunfighter), regia di Paul Landres (1965)
- Viva Gringo (Das Vermächtnis des Inka), regia di Georg Marischka (1965)
- Cartas boca arriba, regia di Jesús Franco (1966)
- Navajo Joe, regia di Sergio Corbucci (1966)
- Il ritorno dei magnifici sette (Return of the Seven), regia di Burt Kennedy (1966)
- Dieci cubetti di ghiaccio (Run Like a Thief), regia di Bernard Glasser (1967)
- The Viscount - Furto alla banca mondiale (Le vicomte règle ses comptes), regia di Maurice Cloche (1967)
- La fuga di Marek (The Desperate Ones), regia di Alexander Ramati (1968)
- Viva! Viva Villa! (Villa Rides), regia di Buzz Kulik (1968)
- Il prezzo del potere, regia di Tonino Valerii (1969)
- Candidato per un assassinio (Un Sudario a la medida), regia di José Maria Elorrieta (1969)
- Le pistole dei magnifici sette (Guns of the Magnificent Seven), regia di Paul Wendkos (1969)
- La collera del vento, regia di Mario Camus (1970)
- Vamos a matar compañeros, regia di Sergio Corbucci (1970)
- L'ultimo avventuriero (The Adventurers), regia di Lewis Gilbert (1970)
- Tristana, regia di Luis Buñuel (1970)
- Una città chiamata bastarda (A Town Called Hell), regia di Robert Parrish (1971)
- Il faro in capo al mondo (The Light at the Edge of the World), regia di Kevin Billington (1971)
- Il braccio violento della legge (The French Connection), regia di William Friedkin (1971)
- Gli occhi freddi della paura, regia di Enzo G. Castellari (1971)
- I due volti della paura (Coartada en disco rojo), regia di Tulio Demicheli (1972)
- Nel buio del terrore, regia di José Antonio Nieves Conde (1972)
- Bianco, rosso e..., regia di Alberto Lattuada (1973)
- Zanna Bianca, regia di Lucio Fulci (1973)
- All'ombra delle piramidi (Antony and Cleopatra), regia di Charlton Heston (1973)
- Vita privata di un pubblico accusatore (Pena de muerte), regia di Jorge Grau (1973)
- La polizia incrimina, la legge assolve, regia di Enzo G. Castellari (1973)
- Il fascino discreto della borghesia, regia di Luis Buñuel (1973)
- Fatti di gente perbene, regia di Mauro Bolognini (1974)
- Alle origini della mafia, regia di Enzo Muzi (1974)
- Erica... un soffio di perversa sessualità (Tarot), regia di José María Forqué (1974)
- Corruzione al palazzo di giustizia, regia di Marcello Aliprandi (1974)
- Cadaveri eccellenti, regia di Francesco Rosi (1975)
- La ragazza con gli stivali rossi, regia di Juan Buñuel (1975)
- Pasqualino Settebellezze, regia di Lina Wertmüller (1975)
- La faccia violenta di New York, regia di George Darnell (1975)
- La nave dei dannati (Voyage of the Damned), regia di Stuart Rosenberg (1975)
- El segundo poder, regia di José María Forqué (1976)
- Il deserto dei Tartari, regia di Valerio Zurlini (1976)
- Nina (A Matter of Time), regia di Vincente Minnelli (1976)
- Il braccio violento della legge Nº 2 (French Connection II), regia di John Frankenheimer (1976)
- Gesù di Nazareth, regia di Franco Zeffirelli (1977), sceneggiato televisivo
- Elisa, vita mia (Elisa, vida mia), regia di Carlos Saura (1977)
- L'occhio dietro la parete, regia di Giuliano Petrelli (1977)
- Quell'oscuro oggetto del desiderio (Cet obscur objet du désir), regia di Luis Buñuel (1977)
- L'ingorgo - Una storia impossibile, regia di Luigi Comencini (1978)
- Quintet, regia di Robert Altman (1979)
- Caboblanco, regia di J. Lee Thompson (1980)
- Miele di donna, regia di Gianfranco Angelucci (1981)
- La storia vera della signora dalle camelie, regia di Mauro Bolognini (1981)
- Casta e pura, regia di Salvatore Samperi (1981)
- Habibi, amor mio, regia di Luis Gomez Valdivieso (1981)
- Cercasi Gesù, regia di Luigi Comencini (1982)
- Vendetta (The Hit), regia di Stephen Frears (1984)
- Scandalo borghese (Padre nuestro), regia di Francisco Regueiro (1985)
- Il tappeto volante, regia di Brita Wielopolska (1985)
- Oddio, ci siamo persi il papa (Saving Grace), regia di Robert M. Young (1986)
- Angel of Death, regia di Andrea Bianchi (1988)
- La bahía esmeralda, regia di Jesús Franco (1989)
- Diceria dell'untore, regia di Beppe Cino (1990)
- Tango nudo (Naked Tango), regia di Leonard Schrader (1991)
- 1492 - La conquista del paradiso (1492: Conquest of Paradise), regia di Ridley Scott (1992)
- Madre Gilda (Madregilda), regia di Francisco Regueiro (1993)

### Televisione
- Una donna a Venezia, regia di Sandro Bolchi – miniserie TV (1986)
- I promessi sposi, regia di Salvatore Nocita – miniserie TV, episodi 1x01-1x02-1x03 (1989)

## Riconoscimenti
- Festival di Cannes
  - 1977 – Prix d'interprétation masculine per Elisa, vita mia

- Festival internazionale del cinema di San Sebastián
  - 1972 – Miglior attore per Il dubbio
  - 1988 – Miglior attore per Diario d'inverno e L'aria di un crimine

- Fotogrammi d'argento
  - 1971 – Miglior attore spagnolo per Tristana
  - 1972 – Candidatura al miglior attore spagnolo per Il faro in capo al mondo
  - 1986 – Candidatura al miglior attore cinematografico per Scandalo borghese e El caballero del dragón
  - 1989 – Candidatura al miglior attore cinematografico per Diario d'inverno e Il tunnel
  - 1993 – Miglior attore televisivo per El Quijote de Miguel de Cervantes

- Premio Goya
  - 1989 – Miglior attore per Diario d'inverno

## Doppiatori italiani
- Giorgio Capecchi in Gli ultimi giorni di Pompei, Viridiana, Mezzo dollaro d'argento
- Giorgio Piazza ne Il braccio violento della legge, Il braccio violento della legge N° 2, La vera storia della signora dalle camelie
- Vittorio Di Prima in Caboblanco, Diceria dell'untore, 1492: la conquista del paradiso
- Renato Turi in The Viscount - Furto alla banca mondiale, Il prezzo del potere, La polizia incrimina, la legge assolve
- Gualtiero De Angelis in I grandi condottieri, Vamos a matar compañeros
- Antonio Guidi in Candidato per un assassinio, La collera del vento
- Giuseppe Rinaldi in Miele di donna, Casta e pura
- Alberto Lionello in Il deserto dei Tartari, Fatti di gente perbene
- Gianni Musy in Zanna Bianca, Tango nudo
- Arturo Dominici in Questa specie d'amore, Gesù di Nazareth
- Bruno Alessandro in L'occhio dietro la parete, Cercasi Gesù
- Emilio Cigoli in Marcellino pane e vino
- Mario Feliciani in Due mafiosi contro Goldginger
- Gianni Bonagura in Viva Gringo
- Nino Pavese in Navajo Joe
- Giulio Panicali in Il ritorno dei magnifici sette
- Ivo Garrani in Tristana
- Sergio Rossi in L'ultimo avventuriero
- Gianrico Tedeschi in Gli occhi freddi della paura
- Gino Baghetti in Una città chiamata bastarda
- Carlo Romano in I due volti della paura
- Franco Odoardi in Nina
- Sergio Graziani in Quell'oscuro oggetto del desiderio
- Glauco Onorato in I promessi sposi